# Categoría Primera A
Die kolumbianische Fußballmeisterschaft wird seit 1948 ausgetragen. Die Einführung der Profiliga, heute Categoría Primera A genannt, geht auf Initiative des seinerzeitigen Präsidenten des kolumbianischen Fußballverbandes Alfonso Senior Quevedo zurück, der auch erster Präsident von Los Millonarios war. Vorher gab es lediglich regionale Wettbewerbe, von denen die in der Hauptstadt Bogotá und in Barranquilla noch am meisten Beachtung verdienten.
Der offizielle Name der vom Profiverband División Mayor del Fútbol Profesional Colombiano ausgerichteten Meisterschaft hieß von 1990 bis 2009 nach einer als Sponsor auftretenden Tabakfirma Copa Mustang. Zur Spielzeit 2010 wurde der Name nach dem neuen Sponsor, der Getränkemarke Postobón, auf Liga Postobón abgeändert. Von der Saison 2015 bis zur Saison 2019 war die Liga nach einer Biermarke Liga Águila benannt. Ab 2020 übernahm der Online-Wettanbieter BetPlay die Namensrechte.

## Geschichte

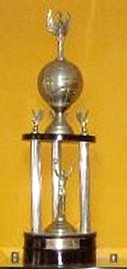
Die Meisterschaftstrophäe

Die erste Meisterschaft begann im August 1948, nachdem der als División Mayor del Fútbol Colombiano gegründete Profiverband als ausrichtende Organisation aufgestellt werden konnte. Erster Meister wurde Independiente Santa Fe.
Die Liga zählte ursprünglich zehn Vereine, doch diese Zahl variierte in den Anfangsjahren häufig. 1959 stabilisierte sich die Anzahl der Vereine für vier Jahre auf zwölf Clubs, 1963 wurde die Zahl auf 13 erhöht und 1966 wiederum auf 14.
Die goldene Zeit der kolumbianischen Fußballmeisterschaft, als „el dorado“ bekannt, war zwischen 1949 und 1953, als viele Topspieler aus dem Ausland dort spielten. Vor allem etliche argentinische Spieler – Alfredo Di Stéfano und Adolfo Pedernera bei Millonarios sind hier herausragende Namen – waren in der Liga anzutreffen, da seinerzeit diverse Auseinandersetzungen im argentinischen Fußball viele Profis dazu bewogen haben ihr Geld im Ausland zu verdienen. Die kolumbianische Liga war damals die einzige, die diese Spieler akzeptierte. Der Verband wurde seinerzeit dafür mit dem Ausschluss aus der FIFA bestraft. Diese Ära ging mit dem „Lima-Pakt“ zu Ende, der die Rückkehr gesperrter Ausländer zu ihren Ursprungsvereinen und die Wiederaufnahme Kolumbiens in den Weltverband vorsah.
Seit 1968 ist die kolumbianische Meisterschaft in zwei Halbserienmeisterschaften unterteilt, wie das in vielen südamerikanischen Ländern heute üblich ist. Die von Februar bis Juni abgehaltene Hinrunde heißt dabei im kolumbianischen Sprachgebrauch Apertura. die Rückrunde, die von Juli bis Dezember stattfindet, wird in Kolumbien Finalización genannt – in anderen südamerikanischen Ländern ist hier eher der Begriff Clausura üblich. Nach den Halbserien wurde bis zum Jahr 2000 anschließend eine Liguilla, „eine kleine Liga“, der führenden Mannschaften abgehalten, um die Teilnehmer für die schließlich entscheidenden Teilnehmer der Meisterschaft in einem Play-off zu ermitteln. Mit Beginn des Spieljahres 2002 wird darauf verzichtet und die Halbserienmeister werden beide als Meister geführt.
1991 wurde auch eine professionelle zweite Liga, die Primera B, mit nunmehr 18 Mitgliedern ins Leben gerufen. Einen Auf- und Abstieg zwischen den Ligen gibt es seit 1993. Seit 2006 gibt es eine Relegation zwischen dem Vorletzten der ersten Liga und dem Zweiten der zweiten Liga.
Seit 2012 spielen die beiden Meister eines Jahres den Supercup aus. Im Oktober 2014 beschloss die División Mayor del Fútbol Profesional Colombiano eine Aufstockung der ersten Liga auf 20 Mannschaften, bei gleichzeitiger Reduzierung der zweiten Liga auf 16 Mannschaften. Vorausgegangen war eine Abnahme der Zuschauerzahlen aufgrund des Abstiegs vieler Traditionsvereine in die zweite Liga und aufgrund des Aufstiegs vieler neugegründeter Mannschaften, die keine große Fanbasis haben. Die zwei zusätzlichen Aufsteiger für die Spielzeit 2015 werden in einem gesonderten Aufstiegsturnier von acht Traditionsmannschaften der zweiten Liga ermittelt. Ab der Spielzeit 2015 gibt es zudem zwei direkte Auf- und Absteiger.

## Modus

### Meisterschaft

#### Phase 1
In einer Liga bestehend aus 20 Mannschaften spielen alle einmal gegeneinander. Dabei finden am zehnten Spieltag zusätzlich die „Clasicós“, also die Spiele mit Derby-Charakter, statt. Diese wurden beispielsweise 2023 wie folgt festgelegt:
Millonarios – Independiente Santa Fe
América de Cali – Deportivo Cali
Atlético Nacional – Independiente Medellín
Atlético Huila – Deportes Tolima
Rionegro Águilas – Envigado FC
Alianza Petrolera – Atlético Bucaramanga
Once Caldas – Deportivo Pereira
Unión Magdalena – Junior
La Equidad – Boyacá Chicó
Jaguares de Córdoba – Deportivo Pasto

#### Phase 2
Auf die reguläre Saison folgt eine Finalrunde. Seit der Aufstockung der Liga auf 20 Teilnehmer bestand diese meistens aus einer K.-O.-Runde, für die sich die acht bestplatzierten Vereine qualifizieren. In der Spielzeit 2019 spielen die acht bestplatzierten Vereine wie teilweise bereits nach 2002 in den sogenannten Cuadrangulares Semifinales in zwei Gruppen mit Hin- und Rückspielen die beiden Finalteilnehmer aus.

### Qualifikation für die Kontinentalwettbewerbe

#### Copa Libertadores
Jeder Halbserienmeister ist automatisch für die Copa Libertadores qualifiziert. Zwei weitere Plätze werden an die Vereine vergeben, die nach der Zusammenzählung aller Punkte und Tore der Phasen 1 und 2 der ersten und der zweiten Halbserienmeisterschaft am höchsten stehen. Sollte ein Verein beide Halbserienmeisterschaften gewinnen, so wird der zweite Teilnehmer an der Libertadores nach demselben Verfahren ausgewählt wie die anderen beiden Teilnehmer.

#### Copa Sudamericana
Drei Teilnehmer an der Copa Sudamericana werden nach demselben Schema ermittelt wie der dritte Libertadores-Teilnehmer: die drei Vereine, die in der Gesamtjahreswertung hinter diesem stehen, sind qualifiziert.
Ein vierter Platz in der Copa Sudamericana wird durch den Pokalwettbewerb bestimmt. In den Spielzeiten 2014 und 2015 wurde einer der Vertreter durch die Superliga de Colombia bestimmt. Seit der Spielzeit 2016 ist jedoch keine Qualifikation desselben Vereins für beide kontinentalen Wettbewerbe mehr möglich, da diese ab 2017 parallel ausgetragen werden.

## Teilnehmer der Categoría Primera A 2023
Die folgenden Vereine nahmen an der Spielzeit 2023 teil.
| Mannschaft               | Stadt           | Departamento    | Stadion                 |
| ------------------------ | --------------- | --------------- | ----------------------- |
| Águilas Doradas Rionegro | Rionegro        | Antioquia       | Alberto Grisales        |
| Alianza Petrolera        | Barrancabermeja | Santander       | Daniel Villa Zapata     |
| América de Cali          | Cali            | Valle del Cauca | Pascual Guerrero        |
| Atlético Bucaramanga     | Bucaramanga     | Santander       | Alfonso López           |
| Atlético Huila           | Neiva           | Huila           | Guillermo Plazas Alcid  |
| Atlético Nacional        | Medellín        | Antioquia       | Atanasio Girardot       |
| Boyacá Chicó             | Tunja           | Boyacá          | La Independencia        |
| Deportes Tolima          | Ibagué          | Tolima          | Murillo Toro            |
| Deportivo Cali           | Palmira         | Valle del Cauca | Deportivo Cali          |
| Deportivo Pasto          | Pasto           | Nariño          | Departamental Libertad  |
| Deportivo Pereira        | Pereira         | Risaralda       | Hernán Ramírez Villegas |
| Envigado FC              | Envigado        | Antioquia       | Polideportivo Sur       |
| Independiente Medellín   | Medellín        | Antioquia       | Atanasio Girardot       |
| Independiente Santa Fe   | Bogotá          | Bogotá D.C.     | El Campín               |
| Jaguares de Córdoba      | Montería        | Córdoba         | Jaraguay                |
| Junior                   | Barranquilla    | Atlántico       | Metropolitano           |
| La Equidad               | Bogotá          | Bogotá D.C.     | Techo                   |
| Millonarios              | Bogotá          | Bogotá D.C.     | El Campín               |
| Once Caldas              | Manizales       | Caldas          | Palogrande              |
| Unión Magdalena          | Santa Marta     | Magdalena       | Sierra Nevada           |

## Die Meister
Stand: 2024-II
| Rang | Verein                 | Meister- schaften | Vizemeister- schaften | Jahre der Meisterschaften | Jahre der Vizemeisterschaften                                                                      |
| ---- | ---------------------- | ----------------- | --------------------- | --- | -------------------------------------------------------------------------------------------------- |
| 1    | Atlético Nacional      | 18                | 12                    | 1954, 1973, 1976, 1981, 1991, 1994, 1999, 2005-I, 2007-I, 2007-II, 2011-I, 2013-I, 2013-II, 2014-I, 2015-II, 2017-I, 2022-I, 2024-II | 1955, 1965, 1971, 1974, 1988, 1990, 1992, 2002-I, 2004-I, 2004-II, 2018-I, 2023-I                  |
| 2    | Millonarios            | 16                | 10                    | 1949, 1951, 1952, 1953, 1959, 1961, 1962, 1963, 1964, 1972, 1978, 1987, 1988, 2012-II, 2017-II, 2023-I                               | 1950, 1956, 1958, 1967, 1973, 1975, 1984, 1994, 1995/96, 2021-I                                    |
| 3    | América de Cali        | 15                | 7                     | 1979, 1982, 1983, 1984, 1985, 1986, 1990, 1992, 1996/97, 2000, 2001, 2002-I, 2008-II, 2019-II, 2020                                  | 1960, 1969, 1987, 1991, 1995, 1999, 2008-I                                                         |
| 4    | Deportivo Cali         | 10                | 14                    | 1965, 1967, 1969, 1970, 1974, 1995/96, 1998, 2005-II, 2015-I, 2021-II                                                                | 1949, 1962, 1968, 1972, 1976, 1977, 1978, 1980, 1985, 1986, 2003-II, 2006-I, 2013-II, 2017-I       |
| 5    | Junior                 | 10                | 10                    | 1977, 1980, 1993, 1995, 2004-II, 2010-I, 2011-II, 2018-II 2019-I, 2023-II                                                            | 1948, 1970, 1983, 2000, 2003-I, 2009-I, 2014-I, 2015-II, 2016-I, 2019-II                           |
| 6    | Independiente Santa Fe | 10                | 7                     | 1948, 1958, 1960, 1966, 1971, 1975, 2012-I, 2014-II, 2016-II, 2025-I                                                                 | 1963, 1979, 2005-I, 2013-I, 2017-II, 2020, 2024-I                                                  |
| 7    | Independiente Medellín | 6                 | 13                    | 1955, 1957, 2002-II, 2004-I, 2009-II, 2016-I                                                                                         | 1959, 1961, 1966, 1993, 2001, 2008-II, 2012-II, 2014-II, 2015-I, 2018-II, 2022-II, 2023-II, 2025-I |
| 8    | Once Caldas            | 4                 | 2                     | 1950, 2003-I, 2009-I, 2010-II | 1998, 2011-II                                                                                      |
| 9    | Deportes Tolima        | 3                 | 9                     | 2003-II, 2018-I, 2021-I | 1957, 1981, 1982, 2006-II, 2010-II, 2016-II, 2021-II, 2022-I, 2024-II                              |
| 10   | Deportivo Pasto        | 1                 | 3                     | 2006-I | 2002-II, 2012-I, 2019-I                                                                            |
| 11   | Deportes Quindío       | 1                 | 2                     | 1956 | 1953, 1954                                                                                         |
| 12   | Cúcuta Deportivo       | 1                 | 1                     | 2006-II | 1964                                                                                               |
|      | Atlético Bucaramanga   | 1                 | 1                     | 2024-I | 1996/97                                                                                            |
| 14   | Unión Magdalena        | 1                 | 0                     | 1968 | |
|      | Boyacá Chicó FC        | 1                 | 0                     | 2008-I | |
|      | Deportivo Pereira      | 1                 | 0                     | 2022-II | |
| 17   | La Equidad             | 0                 | 3                     | | 2007-II, 2010-I, 2011-I                                                                            |
| 18   | Boca Juniors de Cali   | 0                 | 2                     | | 1951, 1952                                                                                         |
|      | Atlético Huila         | 0                 | 2                     | | 2007-I, 2009-II                                                                                    |
| 20   | Real Cartagena         | 0                 | 1                     | | 2005-II                                                                                            |

Da seit 2002 der Meister je Halbserie ermittelt wird und somit die Meisterschaften nicht ganz vergleichbar sind, folgt eine getrennte Aufstellung der Titel bis 2001 und seit 2002.
| Titel 1948–2001 - 13: Los Millonarios - 11: América de Cali - 07: Atlético Nacional - 07: Deportivo Cali - 06: Independiente Santa Fe - 04: Atlético Junior - 02: Deportivo Independiente Medellín - 01: Deportes Quindío - 01: Once Caldas - 01: Unión Magdalena | Titel seit 2002 - 11: Atlético Nacional - 6: Junior - 4: Independiente Medellín - 4: América de Cali - 3: Once Caldas - 3: Independiente Santa Fe - 3: Deportes Tolima - 3: Deportivo Cali - 3: Millonarios FC - 1: Cúcuta Deportivo - 1: Deportivo Pasto - 1: Boyacá Chicó FC - 1: Deportivo Pereira - 1: Atlético Bucaramanga |